# Köphult
Köphult är en mindre by några kilometer söder om Markaryd invid gamla E4an i Markaryds kommun. Köphult ligger öster om Köphultasjön.
Järnvägen Markarydsbanan (Hässleholm-Halmstad) går genom byn.